# Ian Ayres
Ian Ayres (* 1959) ist ein US-amerikanischer Rechtswissenschaftler und Professor an der Yale Law School sowie der Yale School of Management.

## Leben
Ayres studierte nach seiner Schulausbildung an der Yale University, wo er 1981 mit Summa Cum Laude graduierte. Zusätzlich erhielt er seinen Studienabschluss in Slawistik und Wirtschaft. 1986 erreichte er an der Yale Law School den J.D. und 1988 schaffte er den Ph.D. in Wirtschaft am Massachusetts Institute of Technology.
Ayres unterrichtete nach seinem Studienende an der School of Law der Northwestern University, der University of Virginia School of Law, der MGIMO in Moskau, der University of Iowa College of Law, der University of Illinois College of Law, der Stanford Law School, der University of Toronto Law School und der Yale University.
Seit 1994 ist Ayres als Professor an der Yale Law School und der Yale School of Management tätig, wo er Bürgerrechte, Wirtschaftsrecht, Vertragsrecht, Sachenrecht, Unternehmensrecht und weitere Rechtsgebiete unterrichtet. 2006 wurde Ayres als Mitglied in die Organisation American Academy of Arts and Science gewählt. Des Weiteren ist Ayres im National Bureau of Economic Research beratend als Research Associate tätig. Ayres schreibt für das Fachmagazin Journal of Law, Economics and Organization. Zudem war Ayres im Laufe seiner beruflichen Karriere als research fellow der American Bar Foundation tätig.
Von der Zeitschrift Chronicle of Higher Education wurde Ayres als ein law-and-economics guru beschrieben. Ayres veröffentlichte acht Bücher und über 100 Artikel zu verschiedenen Themen. Ayres gehört zu den wichtigsten US-amerikanischen Juristen seiner Generation.

## Werke
- Super Crunchers: Why Thinking-by-Numbers Is the New Way to Be Smart (Bantam, 2007)
- Straightforward: How to Mobilize Heterosexual Support for Gay Rights, zusammen mit Jennifer Gerarda Brown (Princeton University Press, 2005)
- Optional Law: The Structure of Legal Entitlements (University of Chicago Press, 2005)
- Insincere Promises: The Law of Misrepresented Intent, zusammen mit Gregory Klass (Yale University Press, 2005)
- Why Not? How to Use Everyday Ingenuity to Solve Problems Big and Small, zusammen mit Barry Nalebuff (Harvard Business School Press, 2003)
- Voting with Dollars: A New Paradigm for Campaign Finance, zusammen mit Bruce Ackerman (Yale University Press, 2002)
- Pervasive Prejudice? Non-Traditional Evidence of Race and Gender Discrimination (University of Chicago Press, 2001)

Zwei von Ian Ayres’ bekannteren Artikeln sind:
- Ian Ayres: Fair Driving: Gender and Race Discrimination in Retail Car Negotiations. In: 104 Harvard Law Review 817. 1991, archiviert vom Original am 11. Juli 2012; abgerufen am 24. April 2017 (englisch).
- Ian Ayres, Robert Gertner: Filling Gaps in Incomplete Contracts: An Economic Theory of Default Rules. (pdf, 4,39 MB) In: 99 Yale Law Journal 87. 1989, archiviert vom Original am 27. März 2013; abgerufen am 22. Mai 2019 (englisch).